# Ferdinando Sordelli
Ferdinando Sordelli est un  artiste et un  naturaliste italien, né le 12 décembre 1837 à Milan et mort le 17 janvier 1916 dans cette même ville.

## Biographie
Ferdinando Sordelli commence à travailler avec Giorgio Jan (1791-1866) en 1857 au Museo Civico di Storia Naturale de Milan comme assistant temporaire, ce poste devenant, en 1865, permanent.
Jan, ancien professeur de Sordelli, le recrute avant tout pour l’aider à réaliser son Iconographie générale des ophidiens, ouvrage qui comprendra 50 parties, chacune de six planches. Celles-ci sont réalisées par Sordelli. Jan meurt en 1866 et c’est Sordelli qui assure la fin de la publication. L’ensemble, constitué de près de 8 500 dessins, est l’un des plus vastes jamais réalisés sur un groupe d’animaux.
En dehors de ses travaux avec Jan, Sordelli fait des recherches en zoologie et en paléontologie, notamment sur les végétaux fossiles.